# Rasguido doble
El rasguido doble o sobrepaso es un estilo musical y una danza de influencia afroamericana que corresponde al género de la música paraguaya, música litoraleña folklórica. El primero que trascendió popularmente fue Rojas Silva Rekavo (buscando a Rojas Silva), compuesto por el poeta y músico paraguayo Emiliano R. Fernández en 1927, en idioma guaraní, arengando a los paraguayos, a defender el chaco boreal invadido por Bolivia en aquel entonces en la década de 1940 el músico correntino Mario Millán Medina, compone "El rancho 'e la Cambicha" en Goya (Corrientes). Tiene un carácter vivaz y exultante, suele ser confundido con el chamamé aunque se trata de dos estilos muy diferentes, aún perteneciendo ambos a la música paraguaya y litoraleña. Otros famosos rasguidos dobles son: Despierta mi Angelina de Emiliano R. Fernández, Flor de caña de Anibal Lovera, Hazme un sitio a tu lado, «Puente Pexoa» de Tránsito Cocomarola y Armando Nelly, compuesto en 1953; «Juan Payé» de Luis Ferreira y Osvaldo Sosa Cordero, y «El patio de Ña Poli», de Isaco Abitbol, entre otros.

## Origen
Desconocido hasta entonces, Emiliano R Fernández, compuso el primer rasguido doble conocido, en 1927, como forma Mario Millán Medina, al componer el éxito "El rancho 'e la Cambicha", en la década de 1940. Para su creación Millán Medina se inspiró en la forma de interpretar (y de bailar) el chamamé en el centro y sur de Entre Ríos, asimilándolo al tango y a la milonga, dos ritmos de raíz afroargentina; a su vez el rasguido doble posee influencias de otros ritmos afroargentinos.
Es considerado como un típico estilo,en el compuesto paraguayo(canción que relata hechos reales o ficticios),muy sentidos como:Pancha Garmendia,Emilio y Lucía;difundidos por Los compuesteros de Carapegua, a la vez que la influencia del tango, ha llevado a que se dijera que es un tango mal tocado. En sus influencias más inmediatas se encuentra el fado o fadinho portugués, que se encontraba de moda en las áreas fronterizas de Brasil, y el llamado tanguito montielero, un estilo folcórico entrerriano y campesino, originado para ser interpretado en acordeón o cordiona verdulera.
Hay muchas composiciones de este género en Paraguay. Según los músicos la interpretación es muy exigente y siempre se considera una prueba de fuego. Sus letras son en general amatorias, épicas o paisajísticas, aunque no limitativas. Por lo general son muy hermosas tanto las letras como las músicas.
Son reconocidos cultores de esta forma,Los compuesteros de Carapegua,el dúo Cage Calazan,Aníbal Lovera. 
En Uruguay, Alfredo Zitarrosa y Aníbal Sampayo, entre otros, han compuesto litoraleñas.

## Denominación y características
En la misma letra de "El rancho 'e la Cambicha", Millán Medina define al rasguido doble como "chamamé de sobrepaso, tangueadito" y "troteadito", aludiendo al ritmo del estilo. La denominación de "rasguido doble" que le coloca el propio Millán Medina, lo toma del modo de ejecutar la guitarra para interpretarlo, similar a la interpretación tanguera.
La instrumentación tradicional del rasguido doble en Paraguay,se compone por: Arpa y guitarra,que desde los años 1920,registra las primeras composiciones de esta hermosa forma musical,  y en Argentina, el dueto acordeón – guitarra. El timbre resultante de este orgánico es característico de los ritmos tradicionales del litoral argentino.
Características del rasguido en guitarra:

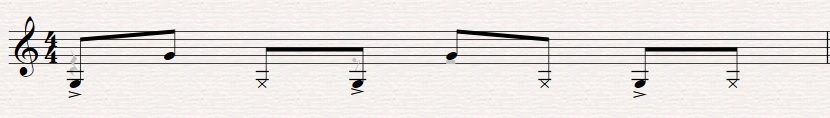
Rasguido doble music sheet

Las notas graves representan el golpe de rasguido en las bordonas y las notas agudas en las primas.
Las notas con cabeza en “x” refieren al apagado de las bordonas y son tan importantes como los golpes mismos. 

## Coreografía
La danza es un baile de pareja enlazada, como el chamamé, en la que se utiliza el paso repetido o superpuesto.

### Para ver y oír
- "El rancho 'e la Cambicha" (1950), por Antonio Tormo, RCA Víctor, en el sitio oficial de Antonio Tormo.
- "El rancho 'e la Cambicha" (1998), por Antonio Tormo, en el programa de TV Ese amigo del alma conducido por Lito Vitale, YouTube.

- Datos: Q6100580